# 戦争絶滅受合法案

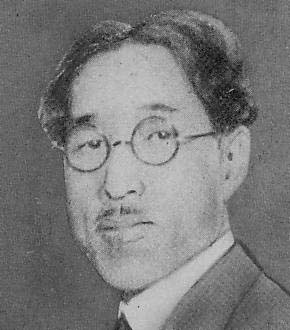
長谷川如是閑

戦争絶滅受合法案（せんそうぜつめつうけあいほうあん）とは、日本の評論家・長谷川如是閑が論壇誌『我等』（1919年創刊）1929年1月号巻頭言にて紹介した戦争根絶に向けた提案。当時デンマーク・コペンハーゲンに在住していたフリッツ・ホルム「陸軍大将」が考案した条文を和訳したもので、紹介者である長谷川は「確かに名案」と評している。

## 概要
第一次世界大戦終結から10年が過ぎようとしているが、世界は再度戦争の危険に脅かされ、軍縮条約や不戦条約などを締結してみても、小規模の紛争が大国、小国を問わず行われている有様を指摘。こうした状況から超然とした国家はデンマーク位であろうとして、同国の内情を紹介した。
長谷川によると、戦火の火の手の風上にあるデンマークでは廃刀令以前の日本の武士とは異なり常備軍が不必要であるというので、常備軍廃止案が議会に度々上程されているが、非武装には時期尚早との世論のためかいまだ可決が成らないという。
その中で「陸軍大将」ホルムが近時、「戦争を絶滅させること受合いの法律案」を起草して各国に配布。各国が同法案を採用してこれを励行すれば、絶対に戦争は起こらないと断言した。なお長谷川は各国に同法案を採決させるためには、ホルムに「戦争を絶滅させること受合の法律を採用させること受合の法律案」を起草してもらわなければならないと締めている。

## 内容
戦争行為の開始後または宣戦布告の効力が生じた後、10時間以内に、以下の各項目いずれかに該当する者全員を最下級の兵卒として召集。出来るだけ早急にこれを最前線に送り、敵の砲火の下に実戦に従わせるべきとしている。
- 君主や大統領を含めた元首で男性
- 元首の16歳以上の男性親族
- 首相、大臣、次官
- 開戦に反対しなかった男性の国会議員及び高位聖職者

上記該当者は本人の年齢や健康状態などを考慮に入れてはならず、健康状態については召集後軍医官の検査を受けるべきとした。また、上記該当者の妻や娘、姉妹なども戦争継続中、看護師や使役婦として召集、最も砲火に接近した野戦病院に勤務させるべきと述べている。

## 原著者について

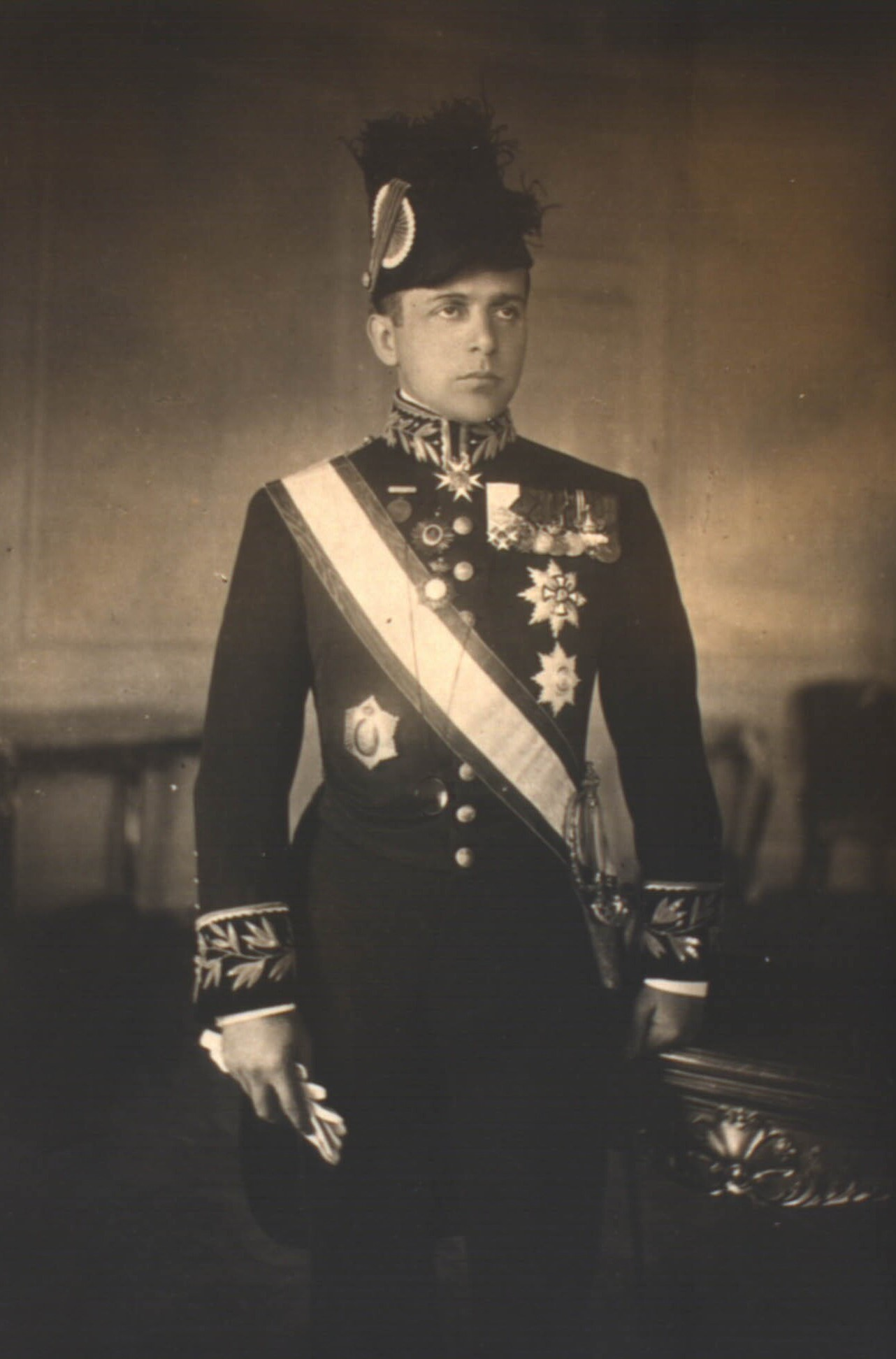
フリッツ・ホルム（1916年）

原著者のフリッツ・ホルムについては、長谷川の記載や、邦文で紹介したものでは「デンマークの陸軍大将」であるとされている。アメリカの雑誌『THE U.F.A』1928年Vol.25に掲載された際には「a Danish officer（デンマーク人の将校）」と紹介されている。
実際のホルムは、中国にあった大秦景教流行中国碑を、中国政府の許諾を得ずに大英博物館などに売却しようとし、それが失敗すると碑のレプリカを売却していた冒険家であり、姓の前に「フォン」を冠すなど、多くの貴族称号を詐称していた。さらにモンテネグロ王国のコラキン公爵、次いで公であり、陸軍大将であると自称していたが、当時モンテネグロはユーゴスラビア王国に併合されており、王国は亡命政府となっていた。これらのホルムの自称した称号について公的に確認が取れたものはない。

## 原文
ホルムによる法律案の元の英語名はThe enactment, promulgation and enforcement of which will prevent war among nationsであった．
原文は以下のとおり．
```
The following measures shall within ten hours after the beginning of hostilities or the formal declaration
of war be carried into effect, to wit: There shall be conscripted as simple soldiers or simple sailors with
rank of privates, for the earliest possible participation in actual hostilities against the enemy under fire,
the following persons:
```

```
1. The head of the state, if male, whether president or sovereign.
2. All male blood relatives of the head of the state having attained the age of 16.
3. The prime minister and other secretaries of state, as well as all under and assistant secretaries of state.
4. All male representatives elected by the nation for legislative work, except such members as voted openly
against said armed conflict.
5. All bishops and prelates, or ecclesiastics of similar rank, of the nation's Christian and other churches
who failed publicly to oppose such armed conflict.
```

```
The above enlistments as privates are for the duration of the war and are enforced in disregard of the indi-
vidual's age or condition of health, upon which the military medical officers will pass after enlistment. The
wives, daughters and sisters of the above-mentioned persons shall be conscripted as simple nurses or servants
for the duration of the war for service only at the front as near actual hostilities under fire as dressing
stations or field hospitals are established.
```

## 評価
高崎経済大学地域政策学部教授吉武信彦は、戦争が始まれば国家元首や政治家が率先して戦地に赴くべき、という提案は当時としては衝撃的な内容で、現在においても大胆な提案であると評している。また、長谷川が述べた、「（戦争の危険といった）火の手の風上にあるのはデンマーク位」であろうという表現が、「デンマークが平和国家である」という理想主義的なイメージを形成する一因となったのではないかと見ている。
哲学者の高橋哲哉は2004年1月17日付「しんぶん赤旗」にて法案を紹介している。「戦争の最前線に送られるのは、国家権力から最も遠い人々、弱者です。国家権力の中枢の人々は、いつも安全地帯にいて命令を発するだけです。常備軍の兵士は常に国家が養っている、最初の犠牲者です。このからくりを見破ることが重要です。」と述べている。